# 格波
格波（lattice wave）是原子热振动的一种描述。从整体上看，处于格点上的原子的热振动可描述成类似于机械波传播的结果，这种波称为格波，即晶格的振动模。晶格具有周期性，因此晶格的振动模具有波的形式。格波和一般连续介质波有共同的波的特性，但也有它不同的特点。